# Goodbye (Glee)
«Goodbye» es el vigésimo segundo episodio de la tercera temporada de Glee. Fue escrito y dirigido por Brad Falchuk, fue estrenado el 22 de mayo de 2012.
Cuenta con la graduación de la clase McKinley High del 2012, y con ella, ocho miembros del club glee New Directions. El episodio presenta a la estrella invitada especial Gloria Estefan como Maribel López, la madre de Santana (Naya Rivera), y tiene apariciones de otros seis padres de los estudiantes graduados.
El episodio fue bien recibido por muchos revisores, aunque algunos no estaban tan contentos con él. Los entusiastas citaron la combinación de humor y tristezas, eventos pasados y revelación presente, mientras que aquellos que fueron más críticos sintieron que no había tiempo suficiente para concluir todas las historias o que se perdía en la felicidad. Se elogió especialmente la escena con Burt y Kurt Hummel que contó con el número "Single Ladies (Put a Ring On It)", que fue la actuación favorita de los críticos.

## Sinopsis
El episodio comienza con Will (Matthew Morrison) les da a los miembros de New Directions una tarea final: interpretar canciones para despedirse. Comienza cantando "Forever Young". Los estudiantes de último año que se gradúan como grupo interpretan "You Get What You Give" y le dicen a los estudiantes de primer año que ahora es su club Glee. Los estudiantes de primer año, acompañados por Will, cantan "In My Life" para expresar su gratitud a los mayores.
Kurt (Chris Colfer) reflexiona sobre cómo su experiencia en McKinley High ha permitido que otros estudiantes sean abiertamente homosexuales. Su padre (Mike O'Malley) lo encuentra en el auditorio de la escuela y recuerda la evolución de su relación. Tina (Jenna Ushkowitz) y Brittany (Heather Morris) se une a él en el escenario para ayudarlo a volver a representar el punto de inflexión, que sirve como regalo de graduación de Kurt: el baile "Single Ladies". Kurt y Blaine (Darren Criss) se comprometen a seguir siendo una pareja, a pesar de estar en diferentes ciudades en el otoño.
A Mercedes (Amber Riley) se le ofreció un contrato de grabación como cantante de respaldo y se mudará a Los Ángeles; Mike (Harry Shum, Jr.) ha aceptado una beca para el Ballet Joffrey en Chicago. Ambas revelaciones molestaron a Santana (Naya Rivera), quien tiene una beca de porristas de la Universidad de Louisville, pero quiere ser una artista como ellas. Brittany anuncia que no se graduará, y Santana le dice a su madre, Maribel (Gloria Estefan), que se quedará en Lima. Maribel luego le da a Santana el dinero que había estado ahorrando para la educación universitaria de Santana, diciendo que confía en ella para que siga sus sueños.
Quinn (Dianna Agron) ayuda a Puck (Mark Salling) a estudiar para el examen que necesita pasar para graduarse. Ella le dice que con todo lo que pasaron, están unidos para toda la vida, y ella lo besa. Envalentonado, Puck pasa su prueba. Más tarde, Quinn le devuelve su uniforme de porristas a Sue (Jane Lynch), y las dos se despiden con lágrimas en los ojos.
Will le dice a Finn (Cory Monteith) que había plantado marihuana en el casillero de Finn para chantajearlo para que se uniera al club Glee, lo que Finn cree que lo hace "aún más genial". Finn está decepcionado de que el Ejército se haya negado a cambiar el despido deshonroso de su difunto padre por uno honorable, y le pregunta a su madre (Romy Rosemont) si su padre estaría orgulloso de él si se convirtiera en actor.
Después de la ceremonia de graduación, Finn, Kurt y Rachel (Lea Michele) se reúnen para abrir sus cartas de aceptación: Finn para el Actors Studio y Kurt and Rachel para NYADA. Finn y Kurt son rechazados, mientras que Rachel es admitida; decide aplazar su admisión por un año para ayudar a los otros dos a volver a presentar una solicitud para que el trío pueda ir a Nueva York juntos.

## Producción

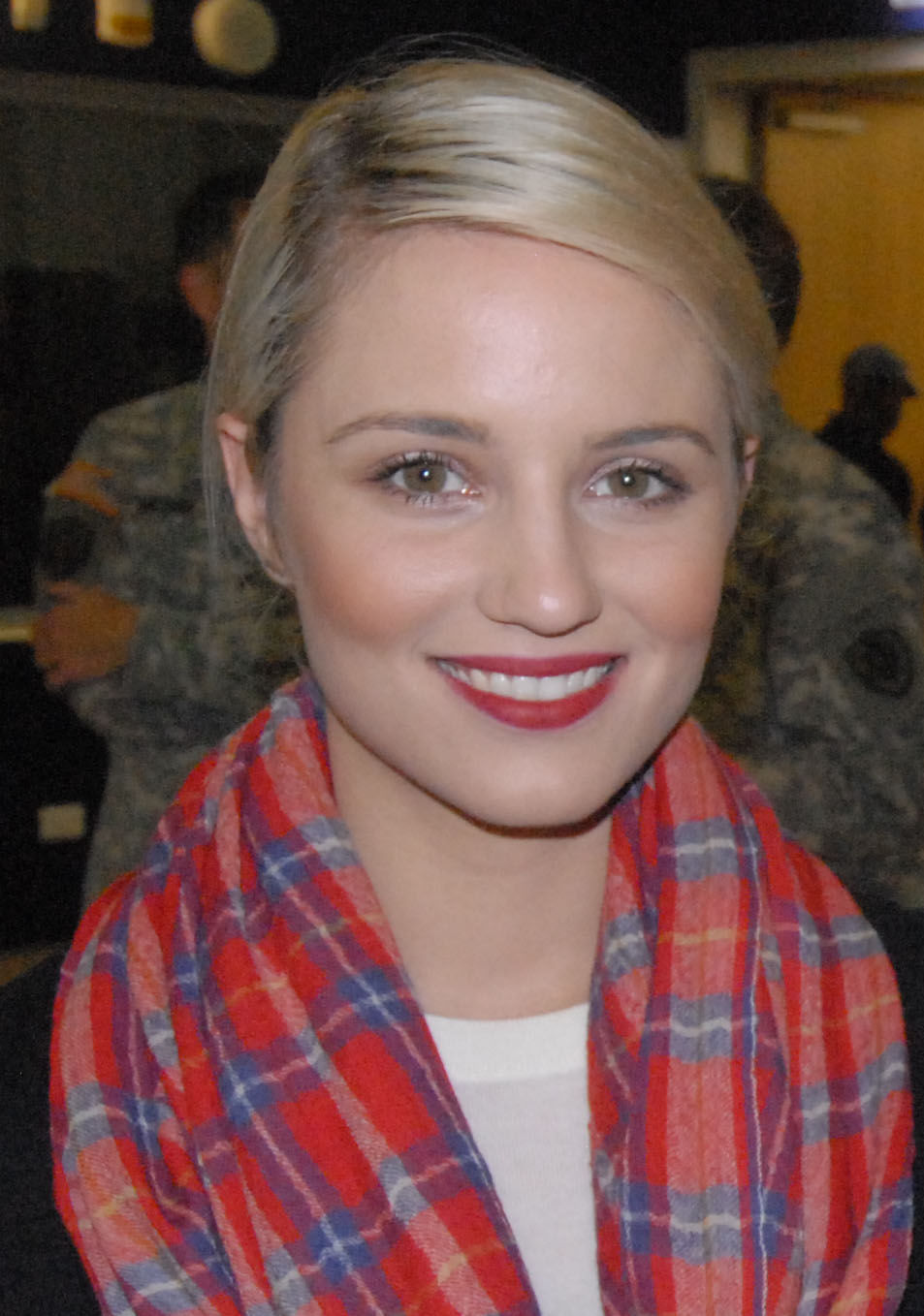
«Goodbye» marcó la última aparición de Dianna Agron como personaje regular en la serie.

«Goodbye» fue escrito y dirigido por Brad Falchuk. Comenzó a filmarse el 30 de abril de 2012
Este episodio acompañó al álbum Glee: The Music, The Graduation Album. Las canciones interpretadas son Bruce Springsteen "Glory Days" cantado por Monteith y Salling, Madonna's "I'll Remember" cantada por Colfer, New Radicals' "You Get What You Give" interpretado por los chicos graduados de New Directions, Rod Stewart "Forever Young" cantada por Morrison, y Room por Two's "Roots Before Branches" cantada por Michele y Monteith. El episodio también se interpretaron "In My Life" por The Beatles, cantada por los chico New Directions, es la única canción que fue lanzada como sencillo en formato de descarga digital.
Gloria Estefan hace una aparición especial como Maribel López, la madre de Santana Lopez (Naya Rivera). Se informó de que Estefan estaba en conversaciones para interpretar a la madre de Santana desde el 30 de noviembre de 2011, la mañana siguiente a la emisión del episodio «I Kissed a Girl». Después del episodio, en el que Santana se declara lesbiana y su abuela -la única pariente suya que aparece en pantalla- la repudia, aunque Santana dice que sus padres aceptaron la noticia, Estefan tuiteó: «¿Alguien vio Glee anoche? A Santana le vendría bien una mamá comprensiva ahora mismo, ¿no creés? Lol!». Se informó definitivamente de que Estefan había firmado para ser estrella invitada el 8 de diciembre de 2011, y que estaba previsto que apareciera en uno de los entonces próximos episodios de invierno, pero este episodio marca su debut en la serie.
Los actores recurrentes son Sam Evans (Chord Overstreet), Joe Hart (Samuel Larsen), Rory Flanagan (Damian McGinty) y Sugar Motta (Vanessa Lengies), Principal Figgins (Iqbal Theba), Shannon Beiste (Dot-Marie Jones), Roz Washington (NeNe Leakes),y Burt Hummel (Mike O'Malley), Carole Hudson-Hummel (Romy Rosemont), los padres de Mike Michael Chang, Sr. (Keong Sim) y Julia Chang (Tamlyn Tomita), y la madre de Quinn Judy Fabray (Charlotte Ross) y (Gina Hecht). James Lipton aparece como el mismo en el Actors Studio.

## Recepción

### Audiencia
"Goodbye" fue televisado el 22 de mayo de 2012 en los Estados Unidos a través de la Fox. "Goodbye" recibió una cuota en pantalla de 2.9/8 en la demográfica de 18–49 y fue seguido por 7.46 millones de espectadores estadounidenses
En Canadá, fue seguido 1.63 millones de espectadores. "Goodbye" fue el séptimo programa más visto del programa.
En el Reino Unido, "Goodbye" fue estrenado el 24 de mayo de 2012, fue televisado por Sky 1 atrajo 776,000 espectadore. En Australia, "Goodbye" fue transmitido el 31 de mayo de 2012. visto por 657,000 espectadores, más del 6% de los 618,000 espectadores de "Nationals" el 24 de mayo de 2012. Glee fue el duodécimo programa más visto de la noche, en comparación con el decimoséptimo de la semana anterior..

### Críticas
El episodio fue bien recibido por muchos críticos, aunque por algunos no. Todd VanDerWerff de The A.V. Club le dio un "A", y escribió que lo que "le gusto todo". Crystal Bell de Huffington Post lo describió como "sincero, cómico y ridículo", y   Lesley Goldberg de The Hollywood Reporter calificó como un "final conmovedor". A pesar de que reconoce excepciones, Erica Futterman de Rolling Stone 
caracteriza al episodio como un "festival de llanto", mientras que Erin Strecker de Entertainment Weekly dijo que tenía "la cantidad perfecta de recuerdos y revelaciones" y lo describió como "un final de temporada que seguro se sentía como un capítulo final de la serie". Rae Votta de Billboard escribió que "simplemente no hay tiempo suficiente para resolver el destino de las personajes en una hora en pantalla", un sentimiento expresado también por Bobby Hankinson de Houston Chronicle, que pensaba que el episodio podría "tener más lógica". Hankinson también dijo que le dejó "en su mayoría preguntas" sino también "la furia alguna". Dos revisores de TV Guide fueron entusiastas: Kate Stanhope describió como una "mezcla perfecta del pasado de los estudiantes, el presente y futuro", y Damián Holbrook escribió que la clase "de 2012 salió con una nota alta, con un final de temporada tan sólido, emocional y divertido".
Raymund Flandez, del The 'Wall Street Journal, consideró «poco realista» la idea de que la madre de Santana permitiera que el dinero que había ahorrado para los gastos universitarios de Santana se «malgastara en un sueño», y Bell lo describió como «demasiado bueno para ser verdad». Michael Slezak, de TVLine, se mostró de acuerdo y calificó a Maribel de «locamente indulgente», pero dijo que Estefan había hecho un «buen trabajo». Kubicek, sin embargo, mantuvo que Estefan estaba desaprovechada en el papel, y Futterman escribió que las «escenas entrecortadas y aleatorias habrían estado mucho mejor con algo de Gloria Estefan cantando».
La escena en la que Finn le dice a Rachel que la envía a Nueva York en lugar de casarse con ella sorprendió e impresionó a los críticos. Strecker la calificó como una de sus «escenas no cantadas favoritas del año, posiblemente de la serie», y VanDerWerff lo expresó con más contundencia: «Es una de las mejores cosas que he visto en televisión este año". Tanto Monteith como Michele recibieron elogios por su interpretación: Slezak dijo que era su «mejor trabajo», VanDerWerff dijo que «mataron» la escena, y Bell dijo que era «una de las mejores actuaciones de Cory Monteith». La llegada de Rachel a Nueva York trajo comparaciones con Mary Tyler Moore por parte de Bell y Strecker; como dijo este último, «ella va a hacerlo después de todo».

### Números musicales
Las actuaciones recibieron en general buenas calificaciones por parte de los críticos, y la que recibió la recepción más entusiasta no fue por cantar en absoluto, sino el playback y baile de Burt de «Single Ladies (Put a Ring On It)» con la ayuda de Tina y Brittany. Futterman lo llamó el «mejor regalo de la temporada» y Slezak dijo que era «otro momento brillante para la mejor unidad parental de Glee» y le dio una «A-». Bell escribió «Me encantó cada segundo», y Jenna Mullins de E! Online lo describió como el «momento rebobinado» del episodio.  A Jen Chaney, de The Washington Post, le encantó el otro número de la retrospectiva, «Sit Down You're Rockin' the Boat», al que dio un sobresaliente y comentó que «fue un buen recordatorio de lo lejos que han llegado estos valientes chicos de Glee». Fallon Prinzivalli, de MTV, no se mostró tan entusiasmado con la repetición de la actuación, y dijo que «no fue mucho mejor» que la interpretación del piloto y que estaba «contento de ver su versión de la canción retirada».